# Silsbee
Silsbee è un centro abitato degli Stati Uniti d'America situato nella contea di Hardin dello Stato del Texas.
La popolazione era di 6.611 persone al censimento del 2010. Fa parte dell'area metropolitana di Beaumont–Port Arthur.

## Geografia fisica
Silsbee è situata a 30°20′53″N 94°10′49″W (30.348095, -94.180220).
Secondo lo United States Census Bureau, ha un'area totale di 7,5 miglia quadrate (19 km²).

## Società

### Evoluzione demografica
Secondo il censimento del 2010 c'erano 6.611 persone, 2.520 nuclei familiari e 1.763 famiglie residenti nella città. La densità di popolazione era di 881,5 persone per miglio quadrato (327,8/km²). C'erano 2.790 unità abitative a una densità media di 353,5 per miglio quadrato (136,5/km²). La composizione etnica della città era formata dal 65,8% di bianchi, il 30,3% di afroamericani, lo 0,4% di nativi americani, lo 0,6% di asiatici, lo 0,015% di isolani del Pacifico, l'1,4% di altre razze, e il 01,5% di due o più etnie. Ispanici o latinos di qualunque razza erano il 4,0% della popolazione.
C'erano 2.520 nuclei familiari di cui il 30,8% aveva figli di età inferiore ai 18 anni, il 47,1% aveva coppie sposate conviventi, il 18,4% aveva un capofamiglia femmina senza marito, e il 30,0% erano non-famiglie. Il 10,5% di tutti i nuclei familiari erano individuali e il 12,0% aveva componenti con un'età di 65 anni o più che vivevano da soli. Il numero di componenti medio di un nucleo familiare era di 2,52 e quello di una famiglia era di 3,04.
La popolazione era composta dal 25,7% di persone sotto i 18 anni, l'8,2% di persone dai 19 ai 24 anni, il 23,1% di persone dai 25 ai 44 anni, il 25,6% di persone dai 45 ai 64 anni, e il 17,4% di persone di 65 anni o più. L'età media era di 34,7 anni.
Il reddito medio di un nucleo familiare era di 49.121 dollari, e quello di una famiglia era di 51.518 dollari.